# Yampier Hernández
Yampier Hernández Gonzales (ur. 30 sierpnia 1984 w Hawanie) – kubański bokser, brązowy medalista olimpijski.
Występuje na ringu w wadze papierowej. Zdobywca brązowego medalu w igrzyskach olimpijskich w 2008 roku w Pekinie.
Startował w mistrzostwach świata amatorów w Mediolanie w 2009 roku, dochodząc do ćwierćfinału turnieju w wadze muszej (do 51 kg).